# Übereinkommen über das auf Trusts anzuwendende Recht und über ihre Anerkennung
Das Übereinkommen über das auf Trusts anzuwendende Recht und über ihre Anerkennung (kurz: Haager Trustübereinkommen, HTÜ) wurde am 1. Juli 1985 in Den Haag abgeschlossen.

## Ziel und Zweck
Ziel und Zweck des Übereinkommens ist es gemäß der Präambel, für den Trust, wie er von Gerichten des Billigkeitsrechts in den Ländern des Common Law entwickelt und mit einigen Änderungen in andere Länder übernommen wurde und ein einzigartiges Rechtsinstitut ist, gemeinsame Bestimmungen über das auf Trusts anzuwendende Recht aufzustellen und die wichtigsten Fragen bezüglich der Anerkennung von Trusts zu regeln (Artikel 1 des Übereinkommens).

## Anwendungsbereich
Das Übereinkommen ist nur auf Länder anzuwenden, die dem Abkommen beigetreten sind oder in denen das Recht Trusts oder bestimmte Trusts vorsieht (Artikel 5 und 13 HTÜ). Umfasst ein Staat mehrere Gebietseinheiten (z. B. Vereinigtes Königreich), von denen jede für Trusts ihre eigenen Rechtsnormen hat, so ist bei der Bestimmung des nach diesem Übereinkommen anzuwendenden Rechts eine Verweisung auf das Recht dieses Staates als Verweisung auf das Recht zu verstehen, das in der betreffenden Gebietseinheit gilt (Artikel 23 und 24 HTÜ).
Das Übereinkommen ist grundsätzlich nur auf freiwillig errichtete und schriftlich nachgewiesene Trusts anzuwenden (Artikel 3 HTÜ), wobei das Übereinkommen nicht auf Vorfragen in Bezug auf die Gültigkeit von Testamenten oder anderen Rechtsgeschäften anzuwenden ist, durch die dem Trustee Vermögen übertragen wird (Artikel 4 HTÜ).
Die Bestimmungen des Übereinkommens können jedoch immer außer Betracht bleiben, wenn ihre Anwendung mit der öffentlichen Ordnung (Ordre public) eines Staates offensichtlich unvereinbar wäre (Artikel 18 HTÜ).

## Anzuwendendes Recht
Der Trust untersteht nach Artikel 6 des Übereinkommens primär dem vom Settlor (deutsch Begründer; englisch auch trustor, grantor, donor oder creator,) gewählten Recht, wobei die Rechtswahl ausdrücklich sein oder sich aus den Bestimmungen der Errichtungsurkunde oder des Schriftstücks ergeben muss, das den Trust bestätigt (Trusturkunde, Trust Deed).
Sieht das nach Artikel 6 Absatz 1 des Übereinkommens gewählte Recht Trusts oder die Art von Trusts, um die es geht, nicht vor, so ist die Rechtswahl unwirksam und es ist nach Artikel 7 das Recht anzuwenden, mit dem der Trust die engsten Verbindungen aufweist. Ein abtrennbarer Teilbereich eines Trusts, insbesondere seine Verwaltung, kann auch einem anderen Recht unterliegen (Artikel 9 HTÜ).

## Aufbau
- Präambel
- Kapitel I: Anwendungsbereich
  - Artikel 1 bis 5
- Kapitel II: Anzuwendendes Recht
  - Artikel 6 bis 10
- Kapitel III: Anerkennung
  - Artikel 11 bis 14
- Kapitel IV: Allgemeine Bestimmungen
  - Artikel 15 bis 25
- Kapitel V: Schlussbestimmungen
  - Artikel 26 bis 32

## Notifikation/Hinterlegung
Zuständig für die Notifikation, für Erklärungen oder Rücknahme von Erklärungen, die Hinterlegung der Ratifikations-, Annahme- oder Genehmigungsurkunden etc. ist das Ministerium für Auswärtige Angelegenheiten des Königreichs der Niederlande.

## Beitritt und Kündigung
Nach Artikel 28 HTÜ kann jeder Staat dem Übereinkommen beitreten, wobei der Beitritt nur in den Beziehungen zwischen dem beitretenden Staat und den Vertragsstaaten, die binnen zwölf Monaten nach Eingang der in Artikel 32 vorgesehenen Notifikation nicht Einspruch gegen den Beitritt erhoben haben, wirkt. Ein Staat, der aus zwei oder mehr Gebietseinheiten besteht, in denen unterschiedliche Rechtsordnungen gelten, kann bei der Unterzeichnung, der Ratifikation, der Annahme, der Genehmigung oder dem Beitritt erklären, dass sich das Übereinkommen auf alle seine Gebietseinheiten oder nur auf eine oder mehrere davon erstreckt (Artikel 29 HTÜ).
Jeder Vertragsstaat kann das Übereinkommen gemäß Artikel 31 schriftlich durch eine förmliche Notifikation kündigen, die an das Ministerium für Auswärtige Angelegenheiten des Königreichs der Niederlande, den Verwahrer des Übereinkommens, zu richten ist. Die Kündigung wird am ersten Tag des Monats, der auf einen Zeitabschnitt von sechs Monaten nach Eingang der Notifikation beim Verwahrer folgt, oder zu einem in der Notifikation genannten späteren Zeitpunkt wirksam.

## Sprachfassungen
Das Übereinkommen wurde in englischer und französischer Sprache abgefasst, wobei jeder Wortlaut gleichermaßen verbindlich ist. Eine Urschrift wurde im Archiv der Regierung des Königreichs der Niederlande hinterlegt und es wurde jedem Staat, der zur Zeit der Fünfzehnten Tagung der Haager Konferenz für Internationales Privatrecht Mitglied der Konferenz war, auf diplomatischem Weg eine beglaubigte Abschrift übermittelt.

## Mitgliedstaaten
Zum April 2018 sind die 16 Mitgliedstaaten des HTÜ: Australien, China, Frankreich, Italien, Kanada, Liechtenstein, Luxemburg, Malta, Monaco, Niederlande, Panama, San Marino, Schweiz, Vereinigtes Königreich, Vereinigte Staaten von Amerika, Zypern.